# 德怀特 (北达科他州)
德怀特（英語：Dwight），是美国北达科他州下属的一座城市。根据2010年美国人口普查，该市有人口82人。